# 柳叶红千层
柳叶红千层（学名：Callistemon salignus）为桃金娘科红千层属下的一个种。

## 扩展阅读
- 維基物種上的相關：柳叶红千层